# ألكسندر شلامانوف
ألكسندر شلامانوف (بالبلغارية: Александър Шаламанов)‏ مواليد 4 سبتمبر 1941 في بلغاريا، هو لاعب كرة قدم بلغاري دولي سابق كان يلعب في مركز الدفاع. سبق له أن لعب في كأس العالم لكرة القدم مع منتخب بلاده في مونديال عام 1966. ولعب في دورة الألعاب الأولمبية الشتوية عام 1960م.

## المسيرة الاحترافية

### أندية لعب لها
- سسكا صوفيا
- سلافيا صوفيا

## روابط خارجية
- ألكسندر شلامانوف على موقع IMDb (الإنجليزية)
- ألكسندر شلامانوف على موقع الاتحاد الدولي (مؤرشف)  (الإنجليزية)
- ألكسندر شلامانوف على موقع قاعدة بيانات كرة القدم.إي يو (الإنجليزية)
- ألكسندر شلامانوف على موقع ناشيونال فوتبول تيمز (الإنجليزية)
- ألكسندر شلامانوف على موقع عالم كرة القدم.نت (الإنجليزية)
- ألكسندر شلامانوف على موقع أوليمبيديا (الإنجليزية)